# أماندا ماير
أماندا ماير (بالسويدية: Amanda Mair)‏ هي مغنية سويدية، ولدت في 14 يونيو 1994 في Lidingö Municipality ‏ في السويد.

## وصلات خارجية
- أماندا ماير على موقع ميوزك برينز (الإنجليزية)
- أماندا ماير على موقع ديسكوغز (الإنجليزية)